# Temnoplectron major
Temnoplectron major är en skalbaggsart som beskrevs av Renaud Maurice Adrien Paulian 1985. Temnoplectron major ingår i släktet Temnoplectron och familjen bladhorningar. Inga underarter finns listade i Catalogue of Life.